# Анна (Техас)
Анна (англ. Anna) — місто (англ. city) в США, в окрузі Коллін штату Техас. Населення — 16 896 осіб (2020).

## Географія
Анна розташована за координатами 33°20′51″ пн. ш. 96°33′12″ зх. д. / 33.34750° пн. ш. 96.55333° зх. д. (33.347447, -96.553436).  За даними Бюро перепису населення США в 2010 році місто мало площу 36,57 км², з яких 36,40 км² — суходіл та 0,17 км² — водойми. В 2017 році площа становила 41,47 км², з яких 41,26 км² — суходіл та 0,21 км² — водойми.

### Клімат
| Клімат : Анна         | Клімат : Анна | Клімат : Анна | Клімат : Анна | Клімат : Анна | Клімат : Анна | Клімат : Анна | Клімат : Анна | Клімат : Анна | Клімат : Анна | Клімат : Анна | Клімат : Анна | Клімат : Анна | Клімат : Анна |
| Показник              | Січ.          | Лют.          | Бер.          | Квіт.         | Трав.         | Черв.         | Лип.          | Серп.         | Вер.          | Жовт.         | Лист.         | Груд.         | Рік           |
| Середній максимум, °C | 12,8          | 14,4          | 20,0          | 25,6          | 28,9          | 35,6          | 35,6          | 35,6          | 31,1          | 26,1          | 18,9          | 11,7          | 24,4          |
| Середній мінімум, °C  | 0,0           | 0,6           | 6,1           | 10,0          | 15,6          | 20,0          | 20,6          | 20,6          | 17,8          | 11,1          | 5,6           | −0,6          | 10,6          |
| Норма опадів, мм      | 56            | 71            | 84            | 81            | 145           | 117           | 64            | 51            | 99            | 119           | 86            | 76            | 1046          |
| --------------------- | ------------- | ------------- | ------------- | ------------- | ------------- | ------------- | ------------- | ------------- | ------------- | ------------- | ------------- | ------------- | ------------- |
| Джерело: Weatherbase  |               |               |               |               |               |               |               |               |               |               |               |               |               |

## Демографія
Згідно з переписом 2010 року, у місті мешкало 8249 осіб у 2621 домогосподарстві у складі 2120 родин. Густота населення становила 226 осіб/км².  Було 2776 помешкань (76/км²).
Расовий склад населення:
| - 78,4 % — білих - 7,7 % — чорних або афроамериканців - 1,1 % — корінних американців - 0,8 % — азіатів - 8,6 % — осіб інших рас |

До двох чи більше рас належало 3,3 %. Частка іспаномовних становила 20,9 % від усіх жителів.
За віковим діапазоном населення розподілялося таким чином: 34,0 % — особи молодші 18 років, 60,3 % — особи у віці 18—64 років, 5,7 % — особи у віці 65 років та старші. Медіана віку мешканця становила 30,2 року. На 100 осіб жіночої статі у місті припадало 97,5 чоловіків;  на 100 жінок у віці від 18 років та старших — 94,8 чоловіків також старших 18 років.
Середній дохід на одне домашнє господарство  становив 75 008 доларів США (медіана — 69 663), а середній дохід на одну сім'ю — 74 069 доларів (медіана — 70 950). Медіана доходів становила 56 648 доларів для чоловіків та 41 879 доларів для жінок. За межею бідності перебувало 12,6 % осіб, у тому числі 25,2 % дітей у віці до 18 років та 3,9 % осіб у віці 65 років та старших.
Цивільне працевлаштоване населення становило 4599 осіб. Основні галузі зайнятості: освіта, охорона здоров'я та соціальна допомога — 20,9 %, науковці, спеціалісти, менеджери — 14,0 %, роздрібна торгівля — 13,1 %.